# Risk (gioco)
Risk è un gioco di strategia da tavolo, di tipo wargame, ideato dal regista francese Albert Lamorisse e pubblicato per la prima volta nel 1957 dalla francese Miro Company con il titolo La conquête du monde e successivamente dalla Parker Brothers (ora divisione della Hasbro) negli USA e nel resto di Europa.
In Italia è stato pubblicato dalla Giochiclub nel 1968 ed a partire dal 1977 dalla Editrice Giochi, acquisita da Spin Master nel 2016, nella variante chiamata RisiKo!.

## Storia

### La creazione
Il regista francese Albert Lamorisse brevettò i concetti del Agioco il 23 marzo 1954 in Francia e il 23 marzo 1955 in Inghilterra e quindi lo propose alla Miro Company di Parigi, che dopo aver apportato alcune modifiche al progetto originale lo pubblicò nel 1957 in Francia con il titolo La conquête du monde ("La conquista del mondo"). Il gioco originale di Lamorisse comprende due mazzi distinti: 65 carte Cartons ("Planisfero") divise in territori terrestri e marini, 96 carte Vignettes ("Fortuna") su cui possono essere rappresentate l'aquila imperiale (4), Napoleone (23), un ussaro (23), un cannone (23) o un granatiere (23) e un tabellone di gioco che rappresenta una mappa del mondo divisa da una griglia in 65 zone e (5 righe di 13 caselle ognuna).
Le carte Cartons sono distribuite casualmente ai giocatori ad inizio partita, inoltre per ogni carta Cartons corrispondente ad un territorio il giocatore riceve anche un'armata da piazzare sul relativo terreno. Ogni giocatore riceve anche una carta Vignettes per ogni territorio terrestre di sua proprietà, quindi scarta tutte le quaterne Napoleone/Aquila/Ussaro/Cannone/Granatiere ricevendo un'ulteriore armata per ogni quaterna, più cinque armate per ogni carta Aquila (o in alternativa all'armata riceve una flotta). Ogni armata ricevuta è da piazzare immediatamente su un territorio (terrestre per le armate, di mare per le flotte).
Inizia quindi il gioco vero e proprio, a turno ogni giocatore riceve un numero di unità (armate o flotte, come desidera) pari al numero di paesi che possiede diviso 4, più un numero di carte fortuna pari al resto della divisione per quattro dei paesi e come nella fase iniziale può (ma non è obbligato) usare le carte ottenute per ottenere armate o flotte aggiuntive scartando quaterne o Aquile imperiali. L'attacco può avvenire tra territori adiacenti (non in diagonale) e si effettua tirando due dadi (uno per l'attaccante e uno per il difensore), chi ottiene il totale maggiore vince ed elimina un'unità dell'avversario, in caso di parità si ritirano nuovamente i dadi (le navi permettono di attaccare territori che non condividono confini terrestri, ma l'attaccante ha una penalità di -2 al suo tiro di dado). Una volta eliminati tutti i difensori l'attaccante può entrare nel territorio rimasto vacante con quante armate desidera.

### Le semplificazioni

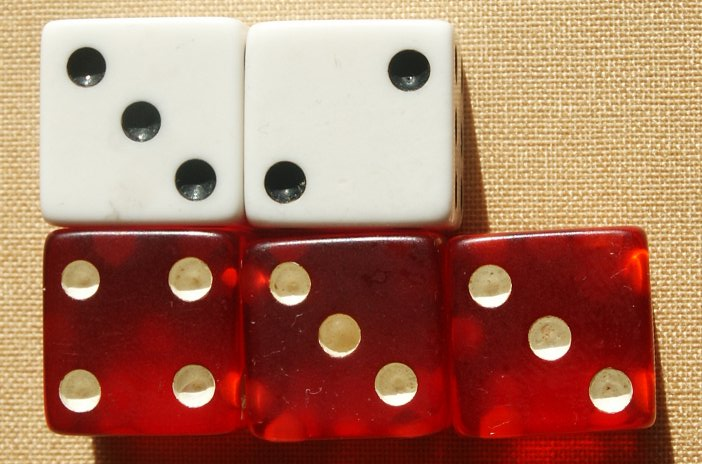
Comparazione dei risultati di un attacco, il difensore (bianco) perde entrambe le armate poiché il suo dado con il valore più alto (3) è inferiore al valore più alto tra i dadi rossi (4) e il secondo dado bianco (2) è inferiore al secondo dado rosso (3). Il terzo dado rosso viene scartato.

Prima della pubblicazione il regolamento fu rivisto da Jean-Réné Vernes, consulente della Miro Company, che semplificò molte regole per poter sveltire il gioco, portandolo ad assumere una forma simile a quella corrente. Il tabellone di gioco fu modificato: le zone terrestri assunsero una forma irregolare, anziché quadrata, le zone marine furono completamente eliminate dal gioco e sostituite da rotte che permettono di attaccare direttamente da un territorio ad un altro collegato dalla rotta (e di conseguenza furono eliminate le flotte dal gioco). I due mazzi di carte furono fusi in un unico mazzo di 42 carte, una per territorio ma a cui viene anche assegnato un simbolo: ussaro, granatiere, cannone o jolly (Napoleone viene eliminato e il jolly sostituisce l'aquila imperiale).
L'assegnazione iniziale dei territori viene effettuata tirando a turno un dado e ricevendo un numero di carte e di unità pari al risultato del dado. L'attacco deve essere esplicitamente dichiarato nominando il territorio da cui si attacca, il territorio attaccato e il numero di unità che partecipa all'attacco, se questo non viene fatto l'avversario ha diritto a "soffiare" un'unità all'attaccante. Vernes introdusse la regola per cui sia il difensore che l'attaccante possono tirare da 1 a 3 dadi, da confrontare a coppie in ordine di valore e quella per cui in caso di parità dei dadi vince il difensore. Ad inizio turno un giocatore riceve una carta e un numero di unità pari al numero di territori che controlla diviso per tre. Scartando un tris di carte un giocatore riceve un numero di rinforzi che cresce con il numero di tris giocati.

### La versione della "Parker Brothers"

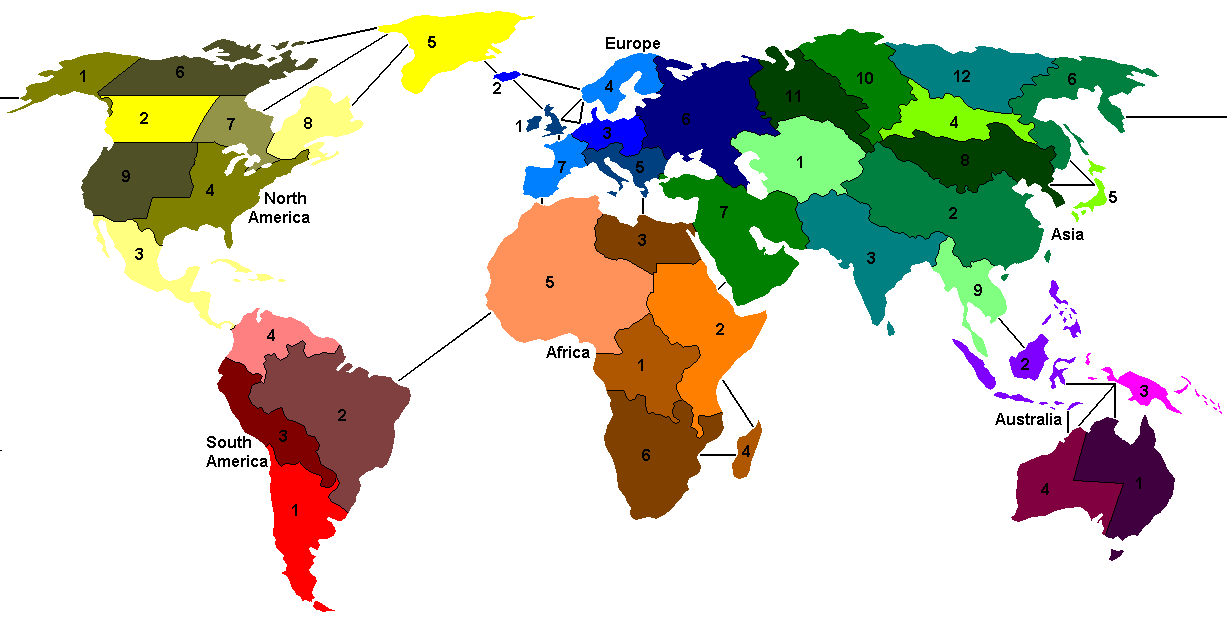
Mappa dei territori di Risk, notare il collegamento marino America-Africa eliminato nell'edizione del 1959

La Miro Company propose il gioco alla statunitense Parker Brothers, con cui era in rapporti commerciali (pubblicava tra gli altri l'edizione francese di Monopoli). La Parker Brother pur trovando interessante il gioco ritenne di dover apportare ulteriori modifiche per velocizzare ulteriormente la partita e diminuire la casualità nella distribuzione dei territori iniziali. Introdusse quindi le seguenti modifiche::
1. I dadi che il difensore può utilizzare vengono limitati a 2, favorendo quindi il giocatore che attacca.
2. Le carte territorio vengono distribuite una alla volta per giocatore, quindi a fine distribuzione ognuno ha al massimo un territorio più degli altri, al contrario con il metodo precedente un giocatore più fortunato con il tiro del dado poteva trovarsi con molti più territori degli altri.
3. Il giocatore riceve la carta per comporre i tris a fine turno solo se ha compiuto con successo almeno un attacco.
4. Si aggiungono due combinazioni ai tris possibili.
5. Viene eliminato il collegamento marino tra Africa Orientale e Medio Oriente (Sudan e Arabia ne La conquête du monde), semplificando quindi la difesa dell'Africa.
6. Elimina la regola del soffio dell'armata in caso di errata dichiarazione dell'attacco.

Inoltre poiché "La conquista del mondo" fu ritenuto troppo guerrafondaio per un gioco da distribuire sul mercato di massa (si era in epoca di guerra fredda e post-guerra di Corea), la Parker Brother cercò un nuovo titolo meno "minaccioso" e alla fine decise per Risk, ideato casualmente da un dipendente unendo le iniziali dei nomi dei nipoti con cui stava testando il gioco. Il titolo definitivo diventa Risk — Continental game. Infine alcuni nomi sulla mappa dei territori furono cambiati. La Parker Brother pubblicò la prima edizione statunitense di Risk nel 1959.
Nel 1963 La Parker Brothers pubblicò una nuova edizione in cui introduceva modificava nuovamente il metodo di assegnazione iniziale dei territori, le carte non vengono più usate, ma invece ogni giocatore a turno sceglie un territorio e vi piazza un'armata, fino all'occupazione di tutti i territori, inoltre riceve ulteriori carri armati da piazzare sui suoi territori (in totale in una partita a sei giocatori riceve 20 armate, mentre in una a 3 giocatori ne riceve 35. I territori sulle carte si limitano a fornire due armate bonus quando le carte vengono giocate in una combinazione, se il territorio che vi compare è di proprietà del giocatore che gioca le carte.

### Le prime edizioni europee
Nel 1960, un anno dopo la prima uscita negli Stati Uniti, Risk viene distribuito nel Regno Unito dalla John Waddington in un'edizione uguale a quella del 1959 statunitense, eccetto che presenta ancora il collegamento marino tra Africa Orientale e Medio Oriente.
Nel 1961 la Franz Schmidt pubblica un'edizione tedesca con il titolo di Risiko (la traduzione in tedesco di Risk) su licenza della Miro Company. Questa edizione è basata su quella statunitense del 1959, ma mantiene alcuni elementi de La conquête du monde, ovvero la difesa a tre dadi, la modalità di realizzazione dei tris e quasi tutti gli 80 toponimi originari dei territori (pur seguendo l'eliminazione del doppio confine Africa-Asia. Una seconda edizione del 1972 rimane invariata nelle regole e varia solo nell'illustrazione della scatola e nelle carte leggermente più piccole.
Nel 1970 la Miro Company aggiorna la propria edizione, sempre sotto la supervisione di Jean-Réné Vernes, adottando il titolo statunitense e aggiorna l'edizione mantenendo elementi de La conquête du monde, come il planisfero (anche se con alcune semplificazioni, come la difesa a tre dadi e la regola della soffiata), ma adotta la distribuzione equa delle carte e i tris dell'edizione americana del 1953, con i bonus di due armate per territorio posseduto di quella del 1959. Infine aumenta le armate ricevute in rinforzo a inizio turno (2 per territorio posseduto invece di 3) e introduce le carte obbiettivo al posto dell'obbiettivo unico di conquistare 42 territori.

### Le versioni della Parker Brothers in Europa
Nel 1975 la Parker Brothers pubblica direttamente in Germania una nuova edizione del gioco, che segue le regole della precedente edizione tedesca, adottando però le carte missione ideate da Vernes e limitando a due le armate utilizzabili dal difensore.
Poco dopo la Parker Brothers acquisisce la Miro Company (che nel frattempo era diventata Miro-Meccano), crea una filiale in Benelux e cambia il partner nel Regno Unito. David Pritchard, consulente della Parker Brothers viene incaricato di studiare l'unificazione dei vari regolamenti pubblicati e la versione che ne risulta comprende la distribuzione casuale dei territori mediante le carte, la difesa a due dadi, le carte missione segrete e i valore del tris delle carte che dipende dalle carte stesse e non dall'ordine cronologico in cui è giocato il tris (i valori assegnati sono di: 3 cannoni = 4 armate, 3 cavalieri = 6 armate, 3 fanti = 8 armate, 3 carte diverse = 10 armate; il jolly può sostituire qualunque carta nei tris elencati).
Infine negli anni novanta le regole europee vengono adottate come opzionali nell'edizione statunitense e viceversa. Nel 1993 nell'edizione statunitense i cubi in legno di due dimensioni che avevano fino ad allora rappresentato le armate vengono sostituite con miniature in plastica di fanti, cavalieri e cannoni (che valgono rispettivamente 1 armata, 5 armate e 10 armate), allo stesso tempo viene scambiato il valore dei tris di cannoni e di fanti per adeguare il loro valore a quello delle miniature. Nel 1994 anche l'edizione europea viene aggiornata alle nuove miniature.
Nelle pedine dell'edizione per collezionisti, in occasione del 40º anniversario dalla nascita del gioco, contiene le miniature in metallo.

## Descrizione
È un gioco a turni da 2 a 6 giocatori ed è giocato su una plancia dove è raffigurata una carta del Mondo, divisa in 42 territori e raggruppati in sei continenti. I giocatori controllano le armate con le quali tentano di strappare i territori agli avversari. 
Scopo del gioco è la "dominazione totale" sul globo, cioè controllare tutti i territori eliminando gli altri partecipanti. Attraverso un'opportuna griglia, Risk ignora le limitazioni quali la vastità dei territori e la logistica propria di lunghe campagne.

## Componentistica

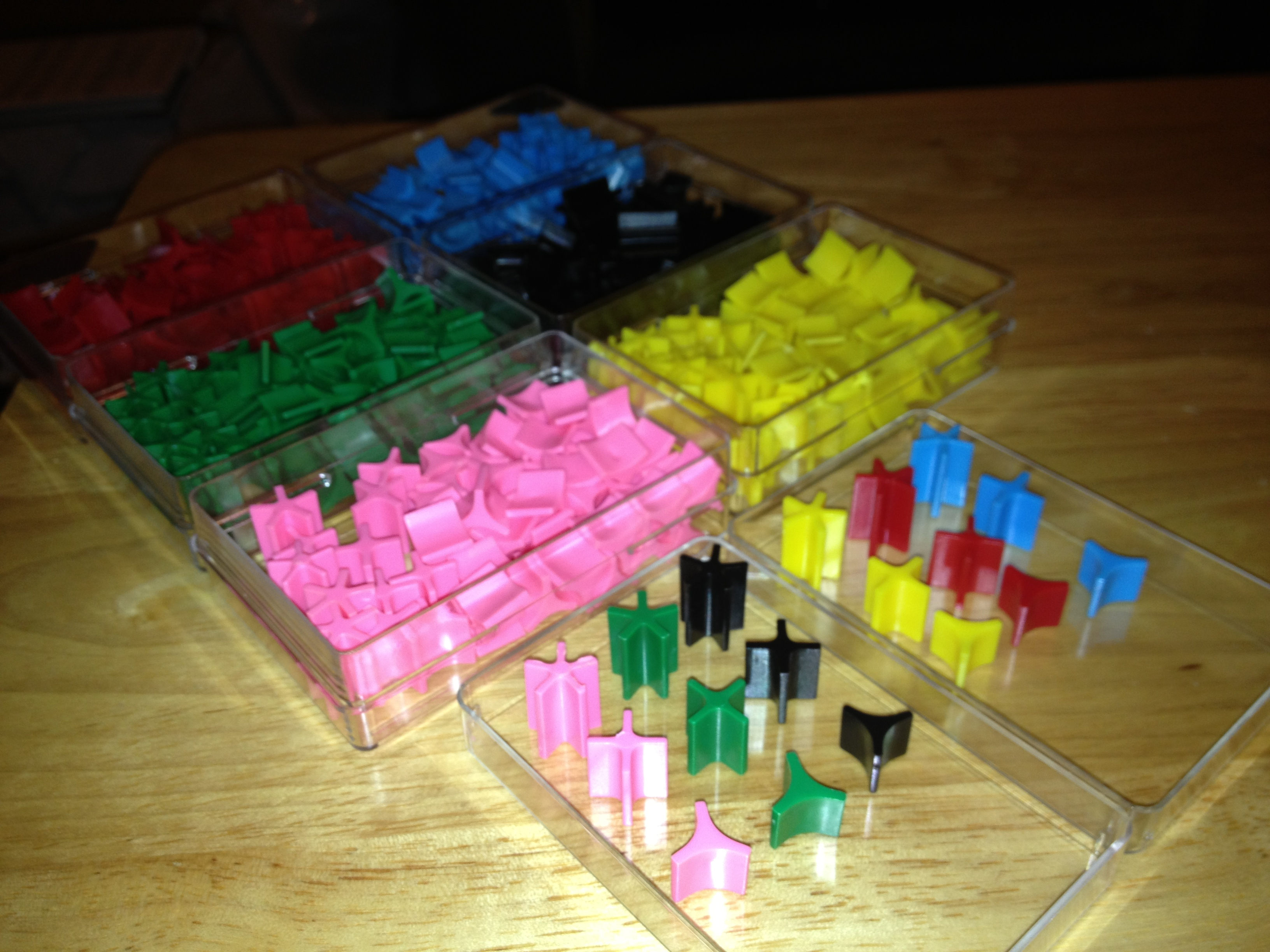
Armate dell'edizione britannica del 1980, il piolo a tre bracci rappresenta un'armata, quello a quattro rappresenta 5 armate e quello a cinque braccia rappresenta 10 armate

Le confezioni del gioco contengono un dato numero di armate dal colore diverso, ed ogni set è composto da tre tipi di pedine: le unità di fanteria rappresentano una singola armata, quelle di cavalleria cinque armate e le unità d'artiglieria dieci armate. I tre tipi di pedine sono semplicemente una comoda convenzione per rappresentare la grandezza di una specifica unità. Il gioco comprende cinque dadi (nella versione italiana, RisiKo!, i dadi sono sei): due per il difensore e tre per l'attaccante.
Sono inoltre incluse 42 carte, ognuna delle quali rappresentano un particolare territorio ed il simbolo di una delle unità d'armata: una sola di queste carte viene assegnata al giocatore se questi ha conquistato almeno un territorio nel suo ultimo turno. Se inoltre si entra in possesso di tre carte recanti lo stesso simbolo o tre carte con simboli diversi, si può godere di un rinforzo extra all'inizio del proprio turno. Altre 2 carte hanno la funzione di "jolly" e possono sostituire qualsiasi delle 42 carte appena descritte.

## Preparazione
Ogni giocatore prende un numero predefinito di armate che dipende da quanti sono i partecipanti:
- 40 armate (2 giocatori);
- 35 armate (3 giocatori);
- 30 armate (4 giocatori);
- 25 armate (5 giocatori);
- 20 armate (6 giocatori).

Poi a turno vengono occupati i territori da una sola armata, dopodiché verranno rinforzate le difese a discrezione di ogni giocatore. Infine, un rapido lancio di dadi per stabilire chi comincerà la partita e l'ordine dei turni.

## Varianti ufficiali
Oltre alle varie edizioni del gioco regolare sono state pubblicate diverse varianti, in particolare la Hasbro ha pubblicato molte versioni basate su film, serie tv, videogiochi o altre popolari proprietà intellettuali.
- Castle Risk (1986)[21] – Una versione focalizzata su una mappa dell'Europa in cui ogni giocatore possiede un castello che deve difendere dagli attacchi degli avversari, Castle Risk fu la prima versione di Risk a variare significativamente dal gioco standard[22]. Sebbene non ebbe successo introdusse molti concetti che furono integrati in edizioni successive[22]
- Risk 2042 (1996)[23]
- Risk: Édition Napoléon (1999) – aggiunge generali, fortezze e unità navali[24]
  - Risk: Édition Napoléon: Extension Empire Ottoman (2000) – aggiunge un sesto giocatore a Risk: Édition Napoléon[25]
- Risk: 2210 A.D. (2001) – Una versione futuristica prodotta dalla Avalon Hill (una divisione della Hasbro), che aggiunge territori sulla Luna, negli oceani e unità comando; sono state pubblicate diverse espansioni ufficiali e non[26]
- Risk: the Lord of the Rings (2002) – Versione per 2–4 giocatori basta sulla Terra di Mezzo settentrionale[27]
  - Risk: the Lord of the Rings: Gondor & Mordor Expansion Set (2003) – Espansione che aggiunge inoltre il minigioco per due giocatori Siege of Minas Tirith[28]
- Risk: the Lord of the Rings: Trilogy Edition (2003) – Combina le due versioni Lord of the Rings precedenti, ma non include il minigioco Siege of Minas Tirith[29]
- Risk Godstorm (2004) – Una versione basata sullo scontro tra diverse divinità appartenenti a pantheon antichi (prodotto dalla Avalon Hill[30]
- Risk: Star Wars: Clone Wars Edition (2005) – Ambientato nell'universo di Guerre stellari all'epoca delle guerre dei cloni; può essere giocato con le regole classiche o con una variante che ripaga l'altruismo[31]
- Risk Express (2006) – Progettato da Reiner Knizia come parte della linea Express di giochi; ogni giocatore a turno tira sette dadi sulle cui facce sono rappresentate fanteria, cavalleria, artiglieria e generali e usa il risultato per catturare una carta territorio[32]
- Risk: Star Wars Original Trilogy Edition (2006) – Ambientata durante la guerra civile galattica, i giocatori possono rappresentare l'Impero Galattico, l'Alleanza Ribelle o gli Hutt; ogni fazione ha un insieme di condizioni di vittoria diverse[33]
- Risk Junior: Narnia (2006) – Basato sul romanzo Il leone, la strega e l'armadio del ciclo del Le cronache di Narnia i giocatori possono rappresentare le forze di Aslan o quelle della Strega Bianca[34]
- Risk: The Transformers Edition (2007) – basato sul film Transformers, i giocatori possono rappresentare sia gli Autobot o i Decepticon in lotta su una mappa di Cybertron stilizzata[35]
- Risk: Black Ops (2008) – Edizione limitata di 1000 copie distribuita principalmente a persone nell'industria del gioco di tavolo per testare le regole per una futura edizione[36][37]
- Risk Reinvention (2008) – Chiamato anche Risk Factor o Risk Revised Edition, è la versione commerciale di Risk: Black Ops; comprende caratteristiche come capitali, città, missioni e pezzi di gioco molto sottili a forma di freccia; è stato pubblicato con una componentistica differente (mappa in legno, pedine dubiche in legno, ecc..) come Risk Onyx Edition[38]
- Risk: Balance of Power (2008) – Per due giocatori, basato su mappa dell'Europa[39]
- Risk 1959 (2008) – Riproduzione delle regole originali del 1959 pubblicato dalla Winning Moves[40][41]
- Risk: Halo Wars Collector's Edition (2009) – Basato sull'omonimo videogioco[42]
- Risk 2210 A.D.: Antarctica Expansion (2010) - Espansione del gioco pubblicato nel 2001 [43]
- Risk: Metal Gear Solid (2011)[44]
- Risk: Legacy (2011) – Un gioco in cui al termine della partita vengono applicate delle modifiche definitive ai componenti e alle regole, a seconda del suo risultato[45][46]
- Risk: Halo Legendary (2012)[47]
- Risk: Starcraft (2012)[48]
- Risk: Mass Effect Galaxy at War Edition (2013)[49]
- Risk: The Walking Dead Survival Edition (2013)[50]
- Risk: Battlefield Rogue (2013)[51]
- Risk: Plants vs Zombies (2013)[52]
- Risk: Doctor Who - The Dalek Invasion of Earth (2014)[53]
- Risk: Transformers Decepticon Invasion of Earth (2014) - Esclusiva per il Regno Unito[54]
- Risk: Game of Thrones (2015)[55]
- Risk Europe (2015)[56]
- Risk: Star Wars Edition (2015) – Ricrea la battaglia di Endor da Il ritorno dello Jedi[57]
- Risk: Star Wars Edition Game Black Series (2015) – Uguale a Risk: Star Wars Edition Game Standard ma in una nuova confezione, carte in rilievo, dadi traslucenti e miniature delle astronavi e delle truppe[58]
- Risk: Marvel Cinematic Universe (2015)[59]
- Risk: Captain America Civil War (2016)[60]
- Risk: Star Trek 50th Anniversary Edition (2016)[61]
- Risk: Call of Duty Zombies (2018)[62]
- Vikings Risk: The Conquest of Europe (2018)[63]
- Risk: Rick and Morty (2018)[64]
- Risk: Office Politics (2019)[65]
- Risk: Assassin's Creed (2019)[66]
- Risk: The Elder Scrolls V – Skyrim (2019)[67]
- Risk: The Battle for Medieval England (2019)[68]
- Risk: Warhammer 40,000 (2020)[69]
- Risk: Asterix – Collector's Edition (2020)[70]
- Risk: Deep space (2021)[71]
- Risk: Peaky Blinders (2022)[72]
- Risk: Shadow Forces (2022) - Ambientato in una terra del 2050 immersa nel caos, in cui fazioni nemiche si affrontano per dominarla [73]
- Risk Strike (2023) - Gioco di carte [74]
- Risk: Dune (2024)[75]

## Nel mondo

### Italia
La prima edizione italiana viene pubblicata, con il nome di Risiko! nel 1968 dalla Giochiclub, una controllata della Meyercord Italia. Le regole riprendono per la maggior parte quelle originali de La conquête du monde, eccetto che per alcuni elementi minori, quindi usano la difesa a tre dadi, distribuzione casuale dei territori il cui numero viene deciso per lancio di dado e la regola del "soffio" delle armate dell'attaccante in caso di mancata dichiarazione dei territori di origine e destinazione dell'attacco. Riprendono invece le regole europee per l'uso delle carte obbiettivo e del numero di carte bonus secondo il tipo di tris di carte. La mappa è anch'essa quella de La conquête du monde, quindi con confine Africa Orientale - Medio Oriente. Le pedine sono in legno. Le regole prevedono, probabilmente per un errore nell'adattamento di regole di edizioni diverse che i giocatori ricevano una carta sia ad inizio, che a fine turno.
La seconda edizione fu pubblicata nel 1973, sempre da Giochiclub con regole invariate, ma rimpiazzando i cubi di legno con carri armati e mitragliatrici (che valgono 10 carri armati) in plastica.
L'Editrice Giochi rileva la licenza italiana e pubblica una nuova versione nel 1977, nella quale adotta la mappa e i toponimi semplificati del Risk del 1959, ma l'Afganistan viene fatto confinare con la Cina eliminando il suo confine con l'India, aumentando così l'importanza strategica della Cina a spese di quelle dell'India, i territori iniziali vengono distribuiti casualmente usando le carte e vengono aggiunti gli obbiettivi dell'edizione europea. Le mitragliatrici in plastica sono sostituite da bandierine rappresentanti ognuna 10 carri armati. Rimane la difesa a tre dadi in contrasto con le altre edizioni di Risk distribuito da Parker Brothers negli altri paesi e che Editrice Giochi presenta come originale italiana, nonostante derivasse in realtà dall'adozione iniziale del regolamento de La conquête du monde.

## Videogiochi
Molte sono le trasposizioni di Risk su videogioco, ufficiali e non, anche con varianti originali. Tra i primi titoli commerciali ispirati senza licenza al gioco da tavolo si possono citare Global War per Apple II (1979) e Armageddon per Commodore 64 (1983). Le principali conversioni ufficiali, edite da Parker Brothers e poi Hasbro oppure da terzi con licenza, sono:
- Risk (1988) per molti computer
- Risk (1994) per Sega Mega Drive
- Risk: The World Conquest Game (1996) per PlayStation e Windows
- Risk II (2000) per Windows e Macintosh
- RisiKo! Digital (2002-2012) versione italiana / Risikoǃ Digitale, per Windows e iOS
- Risk: Global Domination (2003) per PlayStation 2
- Risk: The Official Game (2010)
- Risk: Factions (2010) per iOS, Xbox Live Arcade e PlayStation Network; include una "modalità classica" per giocare con le regole standard e una variante "Faction"[85]
- Risk (2015) per PlayStation 3, PlayStation 4, Xbox 360, Xbox One, Nintendo
- Risk: Urban Assault (2016) per PlayStation 3, PlayStation 4, Xbox 360, Xbox One
- Risk Online Game - www.multiplayergames.it The Empire nato agli inizi degli anni 2000 con oltre 16000 utenti iscritti è ripartito online in aprile 2021. Empire è un gioco gratuito di strategia a turni fruibile online ispirato al gioco del Risiko ma con regole e scenari diversi e stravolgenti